# جنبش نسل نوین
جنبش نسل نوین (به کردی: جوڵانه‌وه‌ی نه‌وه‌ی نوێ، به عربی: حراک الجیل الجدید، به انگلیسی: The New Generation Movement or Naway Nwe)، نام یک حزب سیاسی در کردستان عراق است که در جریان رقابت‌های انتخابات مجلس عراق در سال ۲۰۱۸ تشکیل شد.

## انتخابات مجلس عراق (۲۰۱۸)
جنبش نسل نوین در انتخابات مجلس عراق در سال ۲۰۱۸ موفق شد ۴ کرسی به دست بیاورد.

## جدا شدن گروهی از اعضا
در روز ۸ ژانویۀ ۲۰۲۱ هفت عضو شورای عالی و ۳۰۰ عضو جنبش نسل نوین با برگزاری یک نشست خبری جدایی خود را از این حزب اعلام کردند. این اعضا و مسئولان که مربوط به حوزه‌های این حزب در مناطق سلیمانیه، گرمیان، حلبچه، اربیل و راپرین، چمچمال و سید صادق بودند، علت جدایی خود را «قرار گرفتن مناصب عالی این حزب در اختیار افرادی منفعت‌طلب و فرصت‌طلب»، و «تخریب چهرۀ اعضای دلسوز آن» اعلام کردند و از به نتیجه نرسیدن تلاش‌های خود برای رفع نواقص در حزب و حل مشکلات خبر دادند. در این نشست همچنین اعلام شد که حزب بر خلاف مانیفست و اساسنامۀ داخلی خود رفتار نموده، و به جای کسانی که در کنگرۀ حزب آرای لازم را کسب کرده‌بودند، افراد دیگری را منصوب کرده‌است.